# 斯凱格內斯
斯凱格內斯（Skegness，/ˌskɛɡˈnɛs/）是英格蘭林肯郡的一個城鎮和民政教區，位於林肯郡北海海岸，林肯以東 43英里（69）。林肯是一座海濱度假城市，有人口18,910人。